# Лейк-Джордж (селище, Нью-Йорк)
Лейк-Джордж (англ. Lake George) — селище (англ. village) в США, в окрузі Воррен штату Нью-Йорк. Населення — 1008 осіб (2020).

## Географія
Лейк-Джордж розташований за координатами 43°25′33″ пн. ш. 73°42′55″ зх. д. / 43.42583° пн. ш. 73.71528° зх. д. (43.425924, -73.715168).  За даними Бюро перепису населення США в 2010 році селище мало площу 1,52 км², уся площа — суходіл.

## Демографія
Згідно з переписом 2010 року, у селищі мешкало 906 осіб у 449 домогосподарствах у складі 228 родин. Густота населення становила 597 осіб/км².  Було 627 помешкань (413/км²).
Расовий склад населення:
| - 96,6 % — білих - 1,1 % — азіатів - 0,4 % — чорних або афроамериканців - 0,1 % — корінних американців |

До двох чи більше рас належало 1,7 %. Частка іспаномовних становила 2,0 % від усіх жителів.
За віковим діапазоном населення розподілялося таким чином: 15,1 % — особи молодші 18 років, 69,3 % — особи у віці 18—64 років, 15,6 % — особи у віці 65 років та старші. Медіана віку мешканця становила 46,6 року. На 100 осіб жіночої статі у селищі припадало 95,7 чоловіків;  на 100 жінок у віці від 18 років та старших — 99,7 чоловіків також старших 18 років.
Середній дохід на одне домашнє господарство  становив 92 088 доларів США (медіана — 63 026), а середній дохід на одну сім'ю — 92 824 долари (медіана — 80 833). Медіана доходів становила 47 292 долари для чоловіків та 39 417 доларів для жінок. За межею бідності перебувало 7,8 % осіб, у тому числі 3,0 % дітей у віці до 18 років та 5,5 % осіб у віці 65 років та старших.
Цивільне працевлаштоване населення становило 520 осіб. Основні галузі зайнятості: мистецтво, розваги та відпочинок — 30,6 %, освіта, охорона здоров'я та соціальна допомога — 21,0 %, науковці, спеціалісти, менеджери — 12,1 %, роздрібна торгівля — 9,8 %.